# Finley Melville Ives
Finley Melville Ives (* 6. Juli 2006 in Dunedin) ist ein neuseeländischer Freestyle-Skier. Er startet hauptsächlich in den Disziplinen Halfpipe, Slopestyle und Big Air.

## Biographie
Melville Ives wurde in Dunedin geboren, wuchs aber in Wānaka auf, wo er bereits im Alter von drei Jahren das Skifahren erlernte. Sein Zwillingsbruder Campbell Melville Ives ist als Snowboarder aktiv.
Sein internationales Wettkampfdebüt feierte Melville Ives am 15. August 2019 bei einem Wettkampf im Rahmen des Australian New Zealand Cups in Cardrona. Sein erstes internationales Großereignis bestritt er zweieinhalb Jahre später bei den Freestyle-Skiing-Juniorenweltmeisterschaften in Leysin, wobei er seine beste Platzierung mit Rang 7 in der Halfpipe erreichte.
Am 16. Dezember 2022 gab Melville Ives in Copper Mountain sein Weltcupdebüt, wobei er als 43. im Big Air die Weltcuppunkte deutlich verpasste. Doch bereits am nächsten Tag erreichte er mit Rang 6 in der Halfpipe bereits seine erste Top-10-Platzierung im Weltcup. Auf den drittplatzierten Noah Bowman fehlten ihm am Ende lediglich 4 Punkte. Insgesamt gelangen ihm drei weitere Platzierungen unter den besten 10 im weiteren Verlauf der Saison, wodurch er den Halfpipe-Weltcup auf dem 8. Platz beendete.
2024 nahm Melville Ives an den Olympischen Jugend-Winterspielen in Gangwon tei. Nach einem 23. Platz im Slopestyle gewann er schließlich hinter seinem Teamkollegen Luke Harrold die Silbermedaille in der Halfpipe. Für den Big Air Wettkampf war er zwar ebenfalls gemeldet, startete allerdings nicht.
Am 15. Februar 2025 feierte er in Calgary seinen ersten Sieg im Weltcup. Einen Monat später wurde Melville Ives überraschend Weltmeister in der Halfpipe bei den Weltmeisterschaften im Engadin.

## Erfolge

### Weltmeisterschaften
- Engadin 2025: 1. Halfpipe

### Weltcup
- Ein Weltcupsieg

| Datum            | Ort     | Land   | Disziplin |
| ---------------- | ------- | ------ | --------- |
| 15. Februar 2025 | Calgary | Kanada | Halfpipe  |

### Juniorenweltmeisterschaften
- Leysin 2022: 7. Halfpipe, 12. Big Air, 27. Slopestyle
- Cardrona 2023: 7. Slopestyle, 10. Big Air

### Australian New Zealand Cup
- 5 Podestplätze, davon ein Sieg

| Datum           | Ort      | Land       | Disziplin |
| --------------- | -------- | ---------- | --------- |
| 1. Oktober 2024 | Cardrona | Neuseeland | Halfpipe  |

### Europacup
- Ein Sieg

| Datum         | Ort  | Land    | Disziplin |
| ------------- | ---- | ------- | --------- |
| 9. März 2024  | Laax | Schweiz | Halfpipe  |
| 15. März 2025 | Laax | Schweiz | Halfpipe  |

### Olympische Jugend-Winterspiele
- Gangwon 2024: 2. Halfpipe, 23. Slopestyle, DNS Big Air

### Weitere Erfolge
- Ein Sieg bei einem FIS-Wettkampf